# La Mesa Tres Ríos
La Mesa Tres Ríos es una congregación del municipio de Nácori ubicada en el este del estado mexicano de Sonora, en las zonas altas de la Sierra Madre Occidental, cerca del límite con el estado de Chihuahua. La congregación es la segunda localidad más habitada del municipio, ya que según los datos del Censo de Población y Vivienda realizado en 2010 por el Instituto Nacional de Estadística y Geografía (INEGI), La Mesa Tres Ríos tiene un total de 608 habitantes.

## Geografía
La Mesa Tres Ríos se sitúa en las Coordenadas 29°50′30″N 108°42′45″O. Se ubica en el este del estado a una altitud de 1900 metros sobre el nivel del mar. 

### Ubicación
La Mesa Tres Ríos se ubica a unos 550 km de la ciudad de Nogales, y a 430 km de Ciudad Juárez.

### Clima
| Parámetros climáticos promedio de La Mesa Tres Ríos | Parámetros climáticos promedio de La Mesa Tres Ríos | Parámetros climáticos promedio de La Mesa Tres Ríos | Parámetros climáticos promedio de La Mesa Tres Ríos | Parámetros climáticos promedio de La Mesa Tres Ríos | Parámetros climáticos promedio de La Mesa Tres Ríos | Parámetros climáticos promedio de La Mesa Tres Ríos | Parámetros climáticos promedio de La Mesa Tres Ríos | Parámetros climáticos promedio de La Mesa Tres Ríos | Parámetros climáticos promedio de La Mesa Tres Ríos | Parámetros climáticos promedio de La Mesa Tres Ríos | Parámetros climáticos promedio de La Mesa Tres Ríos | Parámetros climáticos promedio de La Mesa Tres Ríos | Parámetros climáticos promedio de La Mesa Tres Ríos |
| Mes                                                 | Ene.                                                | Feb.                                                | Mar.                                                | Abr.                                                | May.                                                | Jun.                                                | Jul.                                                | Ago.                                                | Sep.                                                | Oct.                                                | Nov.                                                | Dic.                                                | Anual                                               |
| --------------------------------------------------- | --------------------------------------------------- | --------------------------------------------------- | --------------------------------------------------- | --------------------------------------------------- | --------------------------------------------------- | --------------------------------------------------- | --------------------------------------------------- | --------------------------------------------------- | --------------------------------------------------- | --------------------------------------------------- | --------------------------------------------------- | --------------------------------------------------- | --------------------------------------------------- |
| Temp. máx. abs. (°C)                                | 21.0                                                | 25.0                                                | 29.0                                                | 33.0                                                | 34.0                                                | 34.0                                                | 34.0                                                | 34.0                                                | 30.0                                                | 29.0                                                | 28.0                                                | 26.0                                                | '                                                   |
| Temp. máx. media (°C)                               | 14.1                                                | 16.0                                                | 17.3                                                | 21.4                                                | 25.3                                                | 28.4                                                | 27.8                                                | 26.3                                                | 26.0                                                | 22.1                                                | 17.4                                                | 15.2                                                | 21.4                                                |
| Temp. media (°C)                                    | 6.4                                                 | 7.6                                                 | 10.4                                                | 14.1                                                | 18.2                                                | 22.3                                                | 20.4                                                | 19.8                                                | 18.7                                                | 15.2                                                | 10.5                                                | 6.5                                                 | 14.2                                                |
| Temp. mín. media (°C)                               | -0.5                                                | -1.3                                                | 1.0                                                 | 4.0                                                 | 7.7                                                 | 12.1                                                | 13.3                                                | 12.9                                                | 10.6                                                | 7.2                                                 | 2.6                                                 | 1.1                                                 | 5.9                                                 |
| Temp. mín. abs. (°C)                                | -10.0                                               | -8.0                                                | -10.0                                               | -8.0                                                | -1.0                                                | 6.0                                                 | 7.0                                                 | 9.0                                                 | 1.5                                                 | 0.0                                                 | -8.0                                                | -11.0                                               | '                                                   |
| Precipitación total (mm)                            | 92.0                                                | 40.0                                                | 65.0                                                | 30.0                                                | 7.5                                                 | 26.5                                                | 46.0                                                | 56.0                                                | 45.0                                                | 90.0                                                | 40.0                                                | 52.0                                                | 590                                                 |
| Humedad relativa (%)                                | 54                                                  | 49                                                  | 40                                                  | 31                                                  | 25                                                  | 34                                                  | 65                                                  | 69                                                  | 62                                                  | 53                                                  | 52                                                  | 55                                                  | 49.1                                                |
| Fuente:                                             |                                                     |                                                     |                                                     |                                                     |                                                     |                                                     |                                                     |                                                     |                                                     |                                                     |                                                     |                                                     |                                                     |